# Jun Tabohashi
Jun Tabohashi  (jap. 田保橋 淳, Tabohashi Jun; * 1931 in Seoul, Korea; lebt in Tokio, Japan) ist ein japanischer Grafiker und  Grafikdesigner, spezialisiert auf Gebrauchsgrafik und bekannt für seine Plakatkunst.

## Leben
Jun Tabohashi war im Jahr 1954 Absolvent der Kanazawa Bijutsu Kōgei Daigaku am Institut für Malerei. Im Jahr 1957 begann er für das Unternehmen K.K. Dentsū (engl. Dentsu Inc.) als Grafiker zu arbeiten. Ab 1969 lehrte er als Dozent an der Kanazawa Bijutsu Kōgei Daigaku. Im Jahr 1982 ernannte ihn die Dentsu zum Creative Director. 1991 schied er aus dem Unternehmen aus und gründete sein eigenes Grafikatelier. Von 1992 bis zu seiner Emeritierung im Jahr 2002 war er Professor an der Kunsthochschule Tama und Gastdozent an der Kanazawa Bijutsu Kōgei Daigaku. Er ist Mitglied der Japan Graphic Designers Association (kurz: JAGDA) und des Japan Advertising Arts Club.
Im Jahr 1964 wurden Arbeiten von ihm auf der documenta III in Kassel in der Abteilung Graphik gezeigt. Jun Tabohashi gewann zahlreiche Preise und Auszeichnungen für seine Arbeiten, unter anderem den Nikkei Advertising Award, den Asahi Advertising Award, den Japan Industrial Advertising Award und andere Prämierungen. Seine Arbeiten sind Teil der Sammlung des Museum of Modern Art in New York City.
Zu seinen Auftraggebern zählen unter anderem Panasonic, Sony, Canon, Hitachi, Toshiba, NEC, IBM, Nissan, Mazda, Mitsubishi und andere große Unternehmen, für die er Kalender und Werbung gestaltete. Er ist international vor allem für seine Plakatkunst bekannt.